# Trường Trung học phổ thông Khoa học Giáo dục, Đại học Quốc gia Hà Nội
Trường Trung học phổ thông Khoa học Giáo dục (tiếng Anh: High school of Education Sciences) là một trường trung học phổ thông trực thuộc Trường Đại học Giáo dục - Đại học Quốc gia Hà Nội, đào tạo cấp THPT chất lượng cao. bên cạnh bốn trường trung học phổ thông chuyên trên địa bàn thành phố Hà Nội, Việt Nam không trực thuộc của Sở Giáo dục và Đào tạo Hà Nội (ba trường còn lại là Trường Trung học phổ thông chuyên Khoa học Tự nhiên trực thuộc trường Đại học Khoa học Tự nhiên, Đại học Quốc gia Hà Nội, trường Trung học phổ thông chuyên Khoa học Xã hội và Nhân văn trực thuộc Đại học Khoa học Xã hội và Nhân văn, Đại học Quốc gia Hà Nội, và Trường Trung học phổ thông chuyên Ngoại ngữ trực thuộc Đại học Ngoại ngữ, Đại học Quốc gia Hà Nội). 

## Lịch sử
Ngày 03/3/2016, Trường THPT chuyên Khoa học Giáo dục trực thuộc Trường Đại học Giáo dục – ĐHQGHN chính thức được thành lập theo Quyết định số 1036/QĐ-UBND của Chủ tịch UBND thành phố Hà Nội. Đây là một trong 3 trường đào tạo cấp THPT chất lượng cao trực thuộc Đại học Quốc gia Hà Nội.

## Cơ cấu tổ chức

### Các Tổ chuyên môn
- Tổ Toán - Tin
- Tổ Vật lý - Công nghệ - Thể dục
- Tổ Hoá - Sinh
- Tổ Ngữ văn
- Tổ Ngoại ngữ
- Tổ Khoa học xã hội

### Các cơ sở
- Cơ sở 1: 144 Đường Xuân Thủy, Cầu Giấy và Phố Kiều Mai, Bắc Từ Liêm, Hà Nội
- Cơ sở 2: Nhà HT2 - Khu đô thị ĐHQGHN, Hòa Lạc, Thạch Thất, Hà Nội

Hiện nay, để phục vụ cho việc di chuyển trụ sở một số đơn vị thành viên của ĐHQGHN lên Khu đô thị Đại học Quốc gia tại Hòa Lạc, học sinh từ Khóa 7 trở lên của trường sẽ học tập tại Khu đô thị ĐHQGHN, học sinh của các Khóa 5,6 sẽ tiếp tục học tại cơ sở ở phố Kiều Mai cho đến khi tốt nghiệp. Sau khi Khóa 6 tốt nghiệp, cơ sở tại Kiều Mai sẽ được bàn giao lại cho chủ sở hữu là Trường Liên cấp Tây Hà Nội.